# Premier (hudební skupina)
Premier je česká pop rocková kapela ze Zlína, kterou v roce 1992 založili Daniel Hrnčiřík (basová kytara) a Jaroslav Bobowski (zpěv). Kapela koncertuje po České republice i Slovensku.

## Členové

### Současní
- Jarda Bobowski – zpěv, akustická kytara
- Daniel Hrnčiřík – basová kytara
- Jaroslav Mikoška – kytara, keyboard
- Daniel Wolzcik – bicí nástroje

### Bývalí
- Pavel Ivanovský
- Michal Vašica
- Martin Motýl

### Původní členové skupiny
- František Hrnčiřík
- Miloš Hrnčiřík
- Ivan Kalač
- Josef Forman
- Jitka Karlíková

## Natočené videoklipy
- Hrobař
- Do sudu
- Hospodská
- Hlupáku najdu tě
- Filip s Romanem
- Dokola
- Učitelka a doktorka
- Delete
- S tebou být
- Písnička pro všechny znalce
- Noční
- Zvířátko
- Ňuňavý song
- Nejsi /Já lásko zastavím čas/
- Karamelový den
- Tečka
- Barvičky
- Na popel
- Hlasolamy
- Na 7 jihů

## Diskografie
- 1993 – Probodnu tě hroty
- 1994 – Hrobař[1]
- 1996 – Černá vdova[2]
- 1997 – Brutal Karneval /s Terezou Pergnerovou/
- 1999 – S radostí blesku
- 2000 – Hity
- 2002 – Pocity
- 2010 – Píchnu si Tě jehlou
- 2012 – Bonusové
- 2014 – Zvířátko s pocitem narkomana
- 2016 – Unplugged
- 2018 – Hlasolamy

## Historie
V prosinci 2018 kapela vydala dlouho očekávané album Hlasolamy, na kterém se textově podílel i olomoucký spisovatel a textař Jaroslav Irovský.